# Biais émotionnel
Un biais émotionnel est un phénomène psychologique lié aux émotions. Il consiste en une distorsion de la connaissance et de la décision en raison de facteurs émotionnels.

## Description
Il se présente comme une réaction émotionnelle inadaptée à la situation et pouvant perturber la prise de décision. Il peut venir de l'individu lui-même, ou être un effet de la relation interpersonnelle, ou encore être conditionné par un effet de groupe.
Une personne sujette à un tel biais sera généralement encline :
- à croire quelque chose qui a un effet émotionnel positif, qui donne un sentiment agréable, même s'il existe des preuves rationnelles contraire.
- à être réticente à accepter des réalités désagréables et donne une souffrance mentale, ou est une idée dérangeante car liée à une idée de souffrance : qui peut elle-même être conditionnée par d'autres effets ou biais.

## Les effets des biais émotionnels
Les expériences en neurosciences ont montré comment les émotions et la cognition, qui sont présents dans différentes régions du cerveau humain des personnes, interfèrent entre eux dans le processus décisionnel, ce qui entraîne très souvent une primauté de l'émotion sur le raisonnement.
Cela pourrait expliquer certaines réactions irrationnelles et dommageables et prouver que les mouvements qui pourraient avoir lieu pendant ces émotions sont biaisés (en cas de sur-optimisme ou sur-pessimisme par exemple).
Un biais émotionnel a des effets similaires à ceux d'un biais cognitif (il peut d'ailleurs être classé dans une sous-catégorie de ces biais). Toutefois la distorsion résulte d'un blocage de l'attention dû à l'affect plutôt qu'à l'intellect.

## Applications
Chez les personnes souffrant d’addiction à l'alcool, il semble exister un biais émotionnel dans la perception des situations futures pouvant amener à une modification du risque de rechute.
Chez les enfants scolarisés, il semble exister un lien entre la perception de leurs compétences par eux-mêmes et leurs parents avec leurs résultats scolaires.